# ジョン・ヴィジー (第4代ド・ヴェシー子爵)
第4代ド・ヴェシー子爵ジョン・ロバート・ウィリアム・ヴィジー（John Robert William Vesey, 4th Viscount de Vesci、1844年5月21日 – 1903年7月6日）は、アイルランド貴族。クイーンズ・カウンティ統監を務めた。自由党に属し、首相ウィリアム・グラッドストンから連合王国貴族の爵位を得たが、1代で廃絶した。

## 生涯
第3代ド・ヴェシー子爵トマス・ヴィジーと妻エマ（1819年8月23日 – 1884年10月10日、第11代ペンブルック伯爵ジョージ・ハーバートの娘）の息子として、1844年5月21日にセント・ジェームズ・プレイスで生まれた。1858年から1861年までイートン・カレッジで教育を受けた。1863年6月12日、コールドストリームガーズのエンサイン（歩兵少尉）および陸軍中尉への辞令を購入して入隊した後、1866年8月14日に連隊中尉および陸軍大尉への辞令を購入して昇進、1871年3月25日に連隊副官（Adjutant）に任命された。1874年4月15日に連隊大尉および陸軍中佐に昇進し、連隊少佐への昇進と1882年のイギリス・エジプト戦争参戦を経て1883年8月15日に軍務から引退した。
1875年12月23日に父が死去すると、ド・ヴェシー子爵位を継承した。その後、1876年2月23日のアイルランド貴族代表議員補欠選挙で投票権を認められた。政界では自由党に属し、1884年11月8日に連合王国貴族であるクイーンズ・カウンティのアビー・リークスにおけるド・ヴェシー男爵に叙された。このときの内閣は第2次グラッドストン内閣だったが、1886年に首相ウィリアム・グラッドストンがアイルランド自治支持に舵を切ったとき、ド・ヴェシー子爵はアイルランド自治に反対した。
1883年時点でクイーンズ・カウンティ（現リーシュ県）に15,069エーカー、コーク県に818エーカー、ダブリン県に420エーカー、ケント州に375エーカーの領地を所有した。領地は合計で年収45,214ポンドに相当したが、ダブリン県の領地はその約7割にあたる31,713ポンドを占めた。同1883年3月28日から1900年12月ごろまでクイーンズ・カウンティ統監を務めた。
1903年7月6日にクイーンズ・カウンティのアビーリークスで死去した。息子がおらず、ド・ヴェシー男爵位は廃絶、ド・ヴェシー子爵位は叔父の息子にあたるイヴォ・リチャードが継承した。

## 家族
1872年6月4日、エヴリン・チャータリス（Evelyn Charteris、1849年8月29日 – 1939年6月18日、第8代ウィームズ伯爵フランシス・チャータリスの娘）と結婚、1女をもうけた。
- メアリー・ガートルード（1889年4月10日 – 1970年[10]） - 1910年10月20日、オーブリー・ハーバート閣下（英語版）と結婚[1]